# Церква Воздвиження Чесного Хреста Господнього (Кудринці)
Церква Покрови Пресвятої Богородиці в Кудринцях — парафія і храм греко-католицької громади Мельнице-Подільського деканату Бучацької єпархії Української греко-католицької церкви в селі Кудринці Чортківського району Тернопільської области.

## Історія церкви
Перша згадка про парафію датується 1784 роком. Імовірно, вона вже тоді була греко-католицькою і залишалася такою до 1946 року. У 1990 році парафія знову стала греко-католицькою і перебуває в цьому статусі донині.
Храм був збудований у 1938 році. У 1946 році парафія і храм приєдналися до РПЦ. У 1995 році церкву заново розписав Петро Стадник, а у 2012 році Іван Сухий створив іконостас.
При парафії діють:
- Братство «Апостольство молитви» (з 1992 року).
- Спільнота «Матері в молитві» (з 2013 року).
- Вівтарне братство.

У власності парафії є проборство та земельна ділянка площею 0,5 га. На території також є фігурки Матері Божої та хрести парафіяльного значення.

## Парохи
- о. Володимир Ступніцький (1890—1990),
- о. Ілля Чорнодоля (1922—1953),
- о. Богдан Боднар (1990—1998),
- о. Василь Мацик (з 1998).